# Вільгельм Ганеманн
Вільгельм Ганеманн (нім. Wilhelm Hahnemann; 14 квітня 1914, Відень — 23 серпня 1991, там само) — австрійський і німецький футболіст, футбольний тренер. Виступав на позиції нападника. Шестиразовий чемпіон Австрії, триразовий володар Кубка Австрії, фіналіст Кубка Мітропи. Учасник чемпіонату світу 1938 року.

## Клубна кар'єра
Вільгельм Ганеманн починав кар'єру в клубі «Донауфельд», звідки в 1931 році перейшов у віденську «Адміру», яка виступала в вищому дивізіоні чемпіонату Австрії. У новій команді він швидко пробився в основу і зробив собі ім'я, граючи в нападі разом із знаменитою зв'язкою Шалль — Фогль. У сезоні 1935/36 Ганеманн з 23 голами став найкращим бомбардиром чемпіонату. Його партнером на правому фланзі атаки був на той час Леопольд Фогль. Ганеманн вважався розумним і енергійним нападником з відточеною технікою і вмінням добре грати головою. У період до 1939 року він з командою п'ять разів ставав чемпіоном Австрії і двічі вигравав кубок країни. У фінальному матчі 1934 року проти віденського «Рапіда» Ганеманн зробив хет-трик, а його команда розгромила суперника з рахунком 8:0. Однак вершиною кар'єри Ганеманна в «Адмірі» стала участь у фіналі Кубка Мітропи 1934 проти «Болоньї» (за сумою двох матчів «Адміра» поступилася італійцям з рахунком 4:7). Ганеманн узяв участь у всіх матчах турніру і забив 4 м'ячі, вразивши ворота «Наполі», празької «Спарти» і «Ювентуса».
Після закінчення Другої світової війни і поділу Відня на сектори окупації Ганеманн, через своє місце проживання, був змушений перейти до віденського «Ваккера». У новому клубі він знову швидко домігся успіху, вигравши в 1947 році «золотий дубль». Нападник вніс вирішальний внесок у завоювання титулів, ставши кращим бомбардиром «Ваккера» в чемпіонаті, а також забивши переможний м'яч у фіналі Кубка Австрії проти віденської «Аустрії».
Ганеманн завершив ігрову кар'єру в 1952 році, маючи на рахунку 221 гол у вищому австрійському дивізіоні. Відразу слідом за цим він почав кар'єру тренера, очоливши віденський клуб «Вієнна». За підсумками сезону команда посіла четверте місце в чемпіонаті, після чого Ганеманн перейшов в німецький клуб «Фюрт», а через два роки — в швейцарський «Грассхоппер». З яким домігся найкращих досягнень у своїй тренерській кар'єрі, вигравши в сезоні 1955/56 чемпіонат і кубок Швейцарії.
У 1958 році Ганеманн перейшов у клуб другого швейцарського дивізіону «Біль-Б'єнн», однак йому не вдалося вивести команду у вищий дивізіон. Наступного року Ганеманна запросив його старий клуб «Ваккер», який на той час мав серйозні труднощі в чемпіонаті Австрії. Через брак гравців колишній нападник був змушений вийти на поле в одному з матчів сезону 1959/60. У цій грі 45-річному Ганеманну вдалося забити гол. Під його керівництвом «Ваккер» зумів зберегти місце у вищому дивізіоні, після чого Ганеманн повернувся в «Біль-Б'єнн» на один сезон. У 1962 році він недовго тренував «Ваккер» з Інсбрука, а потім перервав професійну кар'єру. До 1965 року Ганеманн очолював як тренер-гравець аматорський клуб «Хюттельдорф», іноді виходячи грати навіть на позиції воротаря. У сезоні 1966/67 він знову повернувся в професійний спорт, очоливши швейцарську «Лозанну» і дійшовши з нею до фіналу Кубка Швейцарії. Завершив тренерську кар'єру в 1971 році.

## Кар'єра в збірних
Ганеманн дебютував у збірній Австрії 12 травня 1935 року в матчі проти Польщі. Гра закінчилася перемогою австрійців з рахунком 5:2, при цьому Ганеманн забив один з голів. Протягом трьох наступних років Ганеман регулярно грав за основну команду, однак після аншлюсу збірна Австрії була розформована. Ганеманн, як і багато інших австрійських футболістів, почав виступати за збірну Німеччини, зігравши в цілому 23 матчі і забивши 16 голів. У складі цієї збірної нападник взяв участь у чемпіонаті світу 1938 року, де йому вдалося забити в матчі зі збірною Швейцарії, принісши перемогу Німеччині з рахунком 1:0. У 1940 році в товариському матчі проти Фінляндії Ганеманн забив 6 голів, а гра завершилася з рахунком 13:0 на користь німців. Єдиним гравцем в історії збірної Німеччини, якому вдалося забити більше голів в одному матчі, є Готтфрід Фукс.
У 1946 році Ганеманн повернувся до новоствореної збірної Австрії і очолив її в ролі капітана на Олімпійських іграх 1948 року. Однак австрійці вибули в першому ж раунді турніру, програвши Швеції з рахунком 0:3, після чого завершив кар'єру в збірній.
Виступав також за збірну Відня. Дебютував 1933 року в грі проти збірної Праги, що завершилася перемогою австрійців з рахунком 4:0, а Ганеманн забив один з голів

## Після завершення кар'єри
До кінця життя активно займався спортом, граючи в теніс. Він зажив слави одного з найкращих тенісистів серед вікових гравців. Паралельно Ганеманн займався тренерською діяльністю.
Раптово помер на тенісному корті в віці 77 років.
У 1993 році ім'ям Вільгельма Ганеманна була названа одна з алей у Відні.

## Досягнення

### Як гравця
- Чемпіон Австрії (6): 1931/32, 1933/34, 1935/36, 1936/37, 1938/39, 1946/47
- Володар Кубка Австрії (3): 1931/32, 1933/34, 1946/47
- Фіналіст кубка Мітропи (1): 1934
- Найкращий бомбардир чемпіонату Австрії: 1936
- Переможець Німецького гімнастичного і спортивного фестивалю: 1938

### Як тренера
- Чемпіон Швейцарії: 1955/56
- Володар Кубка Швейцарії: 1955/56

## Статистика виступів
| Клуб              | Сезон             | Ліга | Ліга | Кубки | Кубки | Кубок Мітропи | Кубок Мітропи | Разом | Разом |
| Клуб              | Сезон             | Ігри | Голи | Ігри  | Голи  | Ігри          | Голи          | Ігри  | Голи  |
| ----------------- | ----------------- | ---- | ---- | ----- | ----- | ------------- | ------------- | ----- | ----- |
| Адміра (Відень)   | 1931/32           | 13   | 10   | 3     | 2     | 2             | 0             | 18    | 12    |
| Адміра (Відень)   | 1932/33           | 13   | 4    | 0     | 0     | 0             | 0             | 13    | 4     |
| Адміра (Відень)   | 1933/34           | 21   | 12   | 4     | 9     | 9             | 4             | 34    | 25    |
| Адміра (Відень)   | 1934/35           | 18   | 14   | 2     | 2     | 2             | 0             | 22    | 16    |
| Адміра (Відень)   | 1935/36           | 20   | 23   | 3     | 4     | 2             | 1             | 25    | 28    |
| Адміра (Відень)   | 1936/37           | 22   | 20   | 3     | 4     | 4             | 1             | 29    | 25    |
| Адміра (Відень)   | 1937/38           | 14   | 9    | 3     | 3     | 0             | 0             | 17    | 12    |
| Адміра (Відень)   | 1938/39           | 8+   | 25   | 1     | 0     | 0             | 0             | ?     | 25    |
| Адміра (Відень)   | 1939/40           | ?    | 7    | 1     | 0     | 0             | 0             | ?     | 7     |
| Адміра (Відень)   | 1940/41           | ?    | 20   | 0     | 0     | -             | -             | ?     | 20    |
| Адміра (Відень)   | 1941/42           | ?    | 10   | 5     | 4     | -             | -             | ?     | 14    |
| Адміра (Відень)   | 1942/43           | ?    | 0    | 0     | 0     | -             | -             | ?     | 0     |
| Адміра (Відень)   | 1943/44           | ?    | 1    | 0     | 0     | -             | -             | ?     | 1     |
| Адміра (Відень)   | 1944/45           | ?    | 0    | 0     | 0     | -             | -             | ?     | 0     |
| Адміра (Відень)   | Итого             | 219  | 155  | 25    | 28    | 19            | 6             | 263   | 189   |
| Ваккер (Відень)   | 1945/46           | 22   | 19   | 1+    | 2     | -             | -             | 23+   | 21    |
| Ваккер (Відень)   | 1946/47           | 20   | 15   | 3+    | 4     | -             | -             | 23+   | 19    |
| Ваккер (Відень)   | 1947/48           | 17   | 22   | 1     | 1     | -             | -             | 18    | 23    |
| Ваккер (Відень)   | 1948/49           | 8    | 3    | 0     | 0     | -             | -             | 8     | 3     |
| Ваккер (Відень)   | 1949/50           | 16   | 5    | -     | -     | -             | -             | 16    | 5     |
| Ваккер (Відень)   | 1950/51           | 24   | 5    | -     | -     | 2             | 0             | 26    | 5     |
| Ваккер (Відень)   | 1951/52           | 22   | 6    | -     | -     | -             | -             | 22    | 6     |
| Ваккер (Відень)   | 1959/60           | 1    | 1    | 0     | 0     | 0             | 0             | 1     | 1     |
| Ваккер (Відень)   | Всього            | 130  | 76   | 5+    | 7     | 2             | 0             | 137+  | 83    |
| Всього за кар'єру | Всього за кар'єру | 349  | 231  | 30+   | 35    | 21            | 6             | 400+  | 272   |